# Hymenomima anaisaria
Hymenomima anaisaria är en fjärilsart som beskrevs av Paul Mabille 1896. Hymenomima anaisaria ingår i släktet Hymenomima och familjen mätare. Inga underarter finns listade i Catalogue of Life.